# Liste der Biografien/Schmin
Liste der Biografien |
Portal Biografien |
Personensuche
# |
A |
B |
C |
D |
E |
F |
G |
H |
I |
J |
K |
L |
M |
N |
O |
P |
Q |
R |
S |
T |
U |
V |
W |
X |
Y |
Z |
?
 
Sa |
Sb |
Sc |
Sd |
Se |
Sf |
Sg |
Sh |
Si |
Sj |
Sk |
Sl |
Sm |
Sn |
So |
Sp |
Sq |
Sr |
Ss |
St |
Su |
Sv |
Sw |
Sy |
Sz
 
Sca–Sce |
Sch |
Sci–Scz
 
Scha |
Schc |
Schd |
Sche |
Schg |
Schi |
Schj |
Schk |
Schl |
Schm |
Schn |
Scho |
Schp |
Schr |
Schs |
Scht |
Schu |
Schv |
Schw |
Schy
 
Schma |
Schme |
Schmi |
Schmo |
Schmu |
Schmy
 
Schmic |
Schmid |
Schmie |
Schmig |
Schmik |
Schmil |
Schmin |
Schmir |
Schmis |
Schmit
Die Liste der Biografien führt alle Personen auf, die in der deutschsprachigen Wikipedia einen Artikel haben. Dieses ist eine Teilliste mit 10 Einträgen von Personen, deren Namen mit den Buchstaben „Schmin“ beginnt.

## Schmin

### Schminc
- Schminck, Andreas (1947–2015), deutscher Rechtshistoriker
- Schminck-Gustavus, Christoph (* 1942), deutscher Rechtshistoriker und Hochschullehrer
- Schmincke, Friedrich Christoph (1724–1795), deutscher Bibliothekar und Historiker
- Schmincke, Friedrich Christoph von (1775–1845), kurhessischer Minister
- Schmincke, Hans-Ulrich (1937–2024), deutscher Vulkanologe
- Schmincke, Johann Hermann (1684–1743), deutscher Historiker und Professor an der Universität Marburg
- Schmincke, Richard (1875–1939), deutscher Arzt und Politiker (SPD, USPD, KPD)
- Schmincke, Werner (1920–2003), deutscher Sozialmediziner und Hochschullehrer

### Schmink
- Schminke, Fritz (1897–1971), deutscher UnternehmerFritz Schminke (1897–1971)

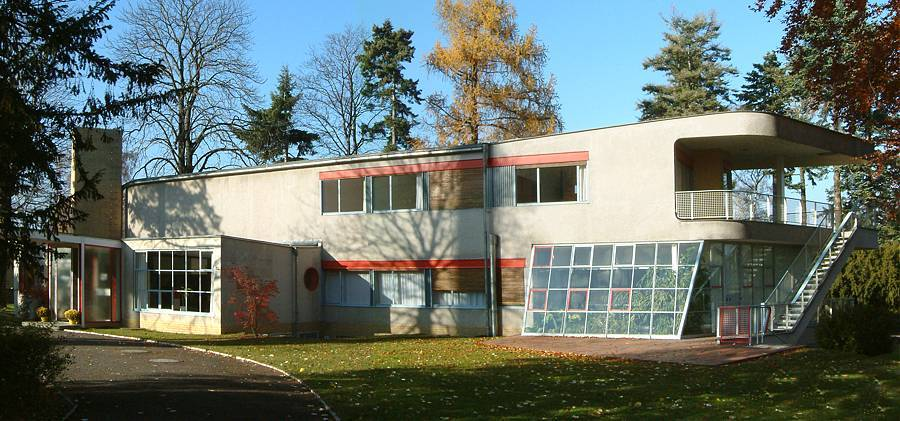
Fritz Schminke (1897–1971)

- Schminke, Ronald (* 1956), deutscher Politiker (SPD), MdL